# Oro (urdetalj)

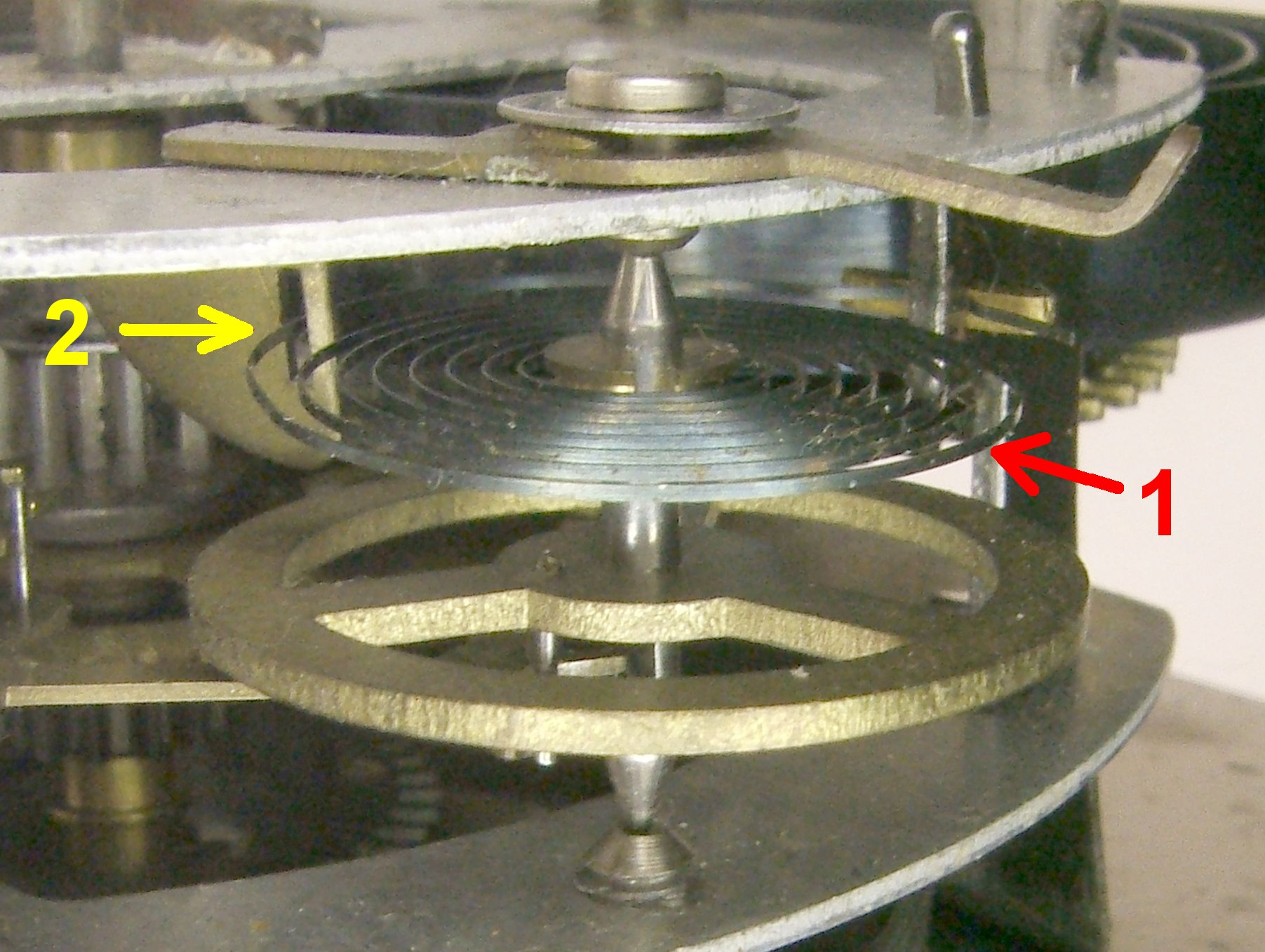
Oro i en billig väckarklocka från 1950-talet, Apollo, från Lux Mfg. Co. Här visas balansfjädern (1) och regulatorn (2).

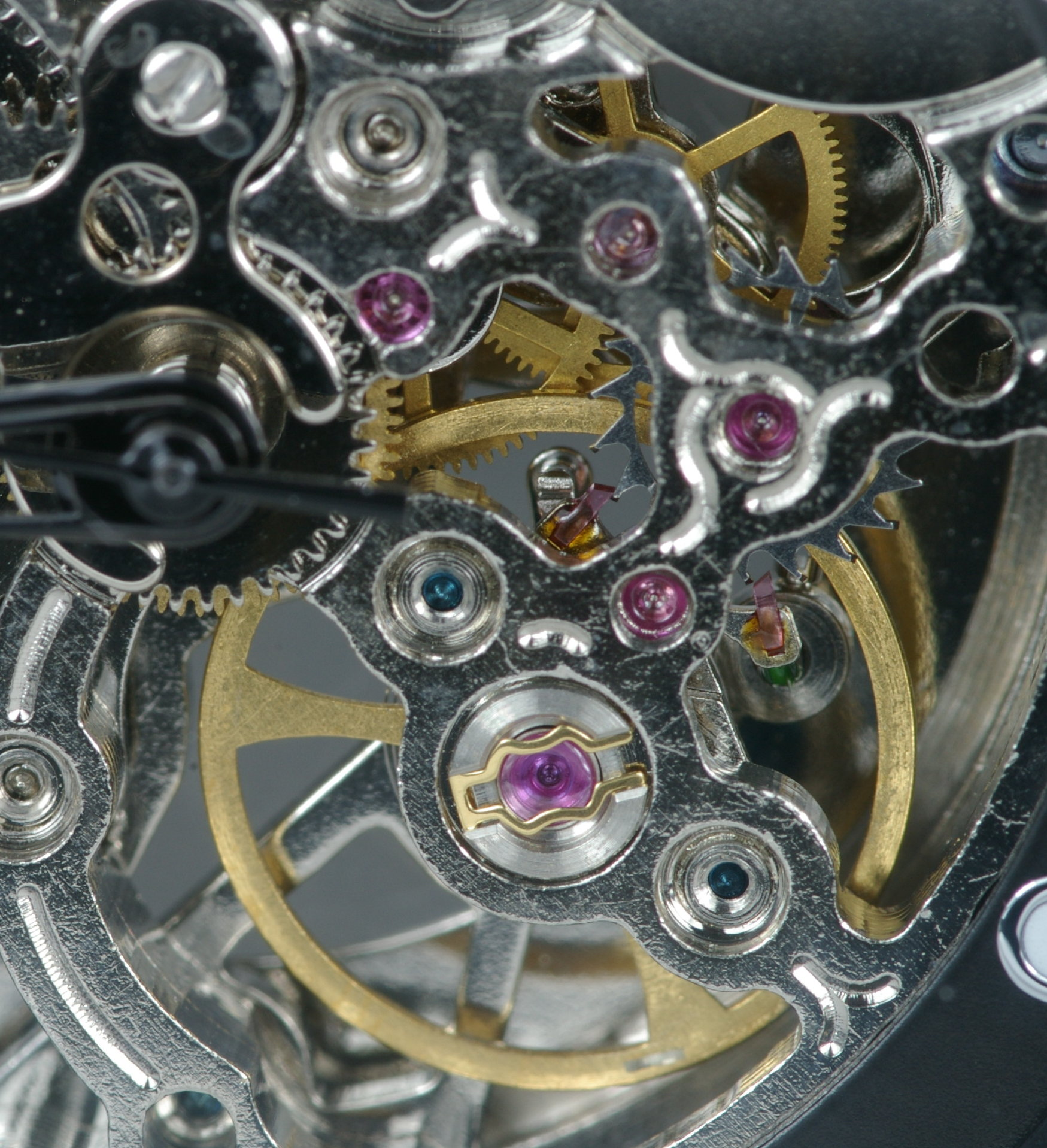
Modernare oro i ett kinesiskt armbandsur.

En oro är ett litet balanshjul som håller reda på tiden i vissa typer av mekaniska urverk. Den har samma funktion i dessa urverk som pendeln har i pendel-urverk (till exempel moraklockor). Det är ett hjul med vikter som roterar fram och tillbaka och återförs till sitt centrala läge av en spiralfjäder, en balansfjäder. Den drivs av ett gångverk som överför rotationsrörelsen i klockans kugghjul till små knuffar mot oron. För varje svängning som oron (hjulet) gör kan kugghjulen röra sig ett litet steg framåt. Dessa steg gör att visarna utför sina rörelser. 
Oron och balansfjädern utgör tillsammans en harmonisk oscillator. Tack vare dess resonans tenderar den att svänga fram och tillbaka med en bestämd takt, dess resonansfrekvens. Kombinationen av orons massa och balansfjäderns fjäderkonstant avgör hur hög frekvensen är (hur fort det går). Detta gör att den är lämplig för att hålla reda på tiden och var mycket vanlig i små urverk fram till modern tid. Från att den uppfanns på 1300-talet (Robert Hooke introducerade balansfjädern 1658 och konstruktionen utvecklades av Jean de Hautefeuille och Christiaan Huygens 1674) fram till att kvartsur blev tillgängliga på 1970-talet innehöll nästan alla klockor (utom pendelur) en oro.